# Acris gryllus
Acris gryllus (LeConte, 1825) è un anfibio della famiglia Hylidae, sottofamiglia Acridinae, endemica del sud-est degli Stati Uniti d'America.
In inglese le rane di questa specie sono comunemente denominate Southern cricket frog.
Sia il nome scientifico sia il nome comune si riferiscono al caratteristico verso, che assomiglia a quello di un grillo.

## Descrizione
Con una lunghezza di 16–32 mm, Acris gryllus è la specie più piccola del genere, anche di A. crepitans.
Altri caratteri che differenziano questa specie meridionale dalle altre specie del genere Acris sono:
- il muso è più appuntito (A. crepitans ha il muso più smussato).
- le zampe posteriori sono più lunghe della metà del corpo quando sono piegate (quelle di A. crepitans misurano meno di metà corpo). Quando le zampe posteriori sono estese in avanti, il tallone di A. gryllus solitamente sopravanza il muso (in A. crepitans il tallone non raggiunge il muso).
- A. gryllus può saltare a distanze maggiori di A. crepitans.
- A. gryllus possiede una striscia nera nettamente definita sul retro della coscia (A. crepitans ha una striscia irregolare).
- la tessitura sulle zampe posteriori di A. gryllus è rada, più estesa in A. crepitans.

## Biologia
Acris gryllus si nutre di insetti, ragni e altri artropodi. È attiva durante tutto l'anno con tempo caldo.

### Riproduzione
La riproduzione avviene nella tarda primavera e in estate.
Il richiamo dei maschi è un forte e rapido gick, gick, gick. Le femmine depongono fino a 150 uova alla volta e in una stagione può avvenire più di una deposizione.

## Distribuzione e habitat

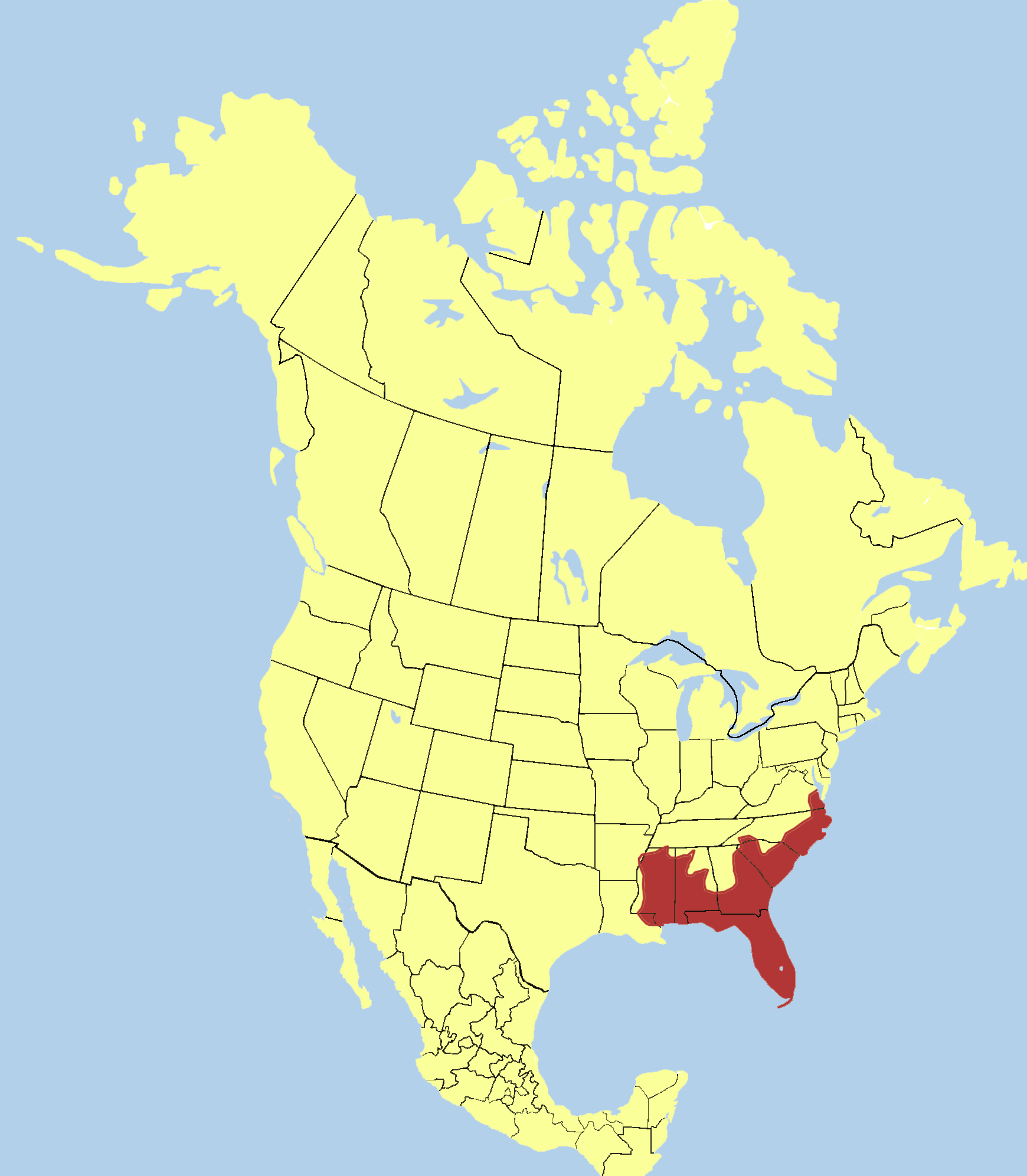
Areale della specie A. gryllus

La specie è endemica del sud-est degli Stati Uniti d'America.
Popola lagune costiere, paludi di pianura, stagni e fossati. Predilige le aree soleggiate e solitamente non è rinvenibile nelle aree boschive.
La sottospecie Acris gryllus gryllus è presente nelle pianure costiere dell'Oceano Atlantico, dalla Virginia sudorientale fino alla Georgia, passando per Carolina del Nord e del Sud, e in Alabama e Mississippi, fino al fiume Mississippi a ovest.
La sottospecie Acris gryllus dorsalis è presente in tutta la penisola della Florida.

## Tassonomia
La specie Acris gryllus è suddivisa nelle seguenti sottospecie:
- Acris gryllus dorsalis (Harlan, 1827)
- Acris gryllus gryllus (LeConte, 1825)